# II. Vszeszláv polocki fejedelem
Vszeszláv Brjacsiszlavics vagy Varázsló Vszeszláv (oroszul Всесла́в Брячисла́вич, Всесла́в Чароде́й; kb. 1029 – 1101. április 14.) Polock fejedelme 57 éven keresztül, rövid ideig kijevi nagyfejedelem. Az Igor-énekben és a keleti szláv mondákban varázslóként és alakváltóként szerepel.

## Származása
Apja Brjacsiszláv polocki fejedelem volt, anyja neve nem ismert. A Rurikovicsok polocki ága ugyanúgy Nagy Vlagyimirtól származott, mint a kijevi főág, de az ő ősük az idősebb Izjaszláv volt, szemben a fiatalabb kijevi Jaroszlávval. Ezért a polockiak magukat tekintették jogos trónutódnak, ám a kijevi ág azzal vetette el igényüket, hogy Izjaszláv soha nem volt nagyfejedelem (mivel meghalt még apja előtt). 

## Harca Kijevvel
Vszeszláv apja 1044-es halála után lett Polock fejedelme, tizenöt éves korában. Sokáig békében élt a nagyfejedelemmel, 1060-ban Izjaszlávval és fivéreivel közösen viselt hadat a lovasnomád úzok ellen. Viszonyuk azonban hamarosan megromlott és Vszeszláv támadni kezdte a környező fejedelemségeket. 1065-ben Kijev környékét dúlta fel és ostrom alá vette Pszkovot (elfoglalni nem tudta). 1067-ben legyőzte a novgorodi herceg seregét és kifosztotta Novgorodot, elhurcolva onnan a templomok kegyszereit, ikonjait és harangjait, hogy a Polockban épülő Szent Szófia-székesegyházat ékesítse velük. Még ugyanebben az évben Novogrudokot is elfoglalta.
Izjaszláv nagyfejedelem és két öccse (a csernyigovi Szvjatoszláv és perejaszlavli Vszevolod, az ún. "Jaroszlavicsok triumvirátusa") nem tűrte sokáig a fosztogatásokat, közös haderejükkel 1067. március 3-án a Nyemiga folyó mellett vereséget mértek Vszeszlávra, majd négy hónappal később béketárgyalások ürügyén csellel elfogták. Ezután Kijevbe hurcolták, ahol két fiával együtt porubba (a fogoly köré épített ajtó nélküli fabörtön) zárták. 

## A kijevi felkelés

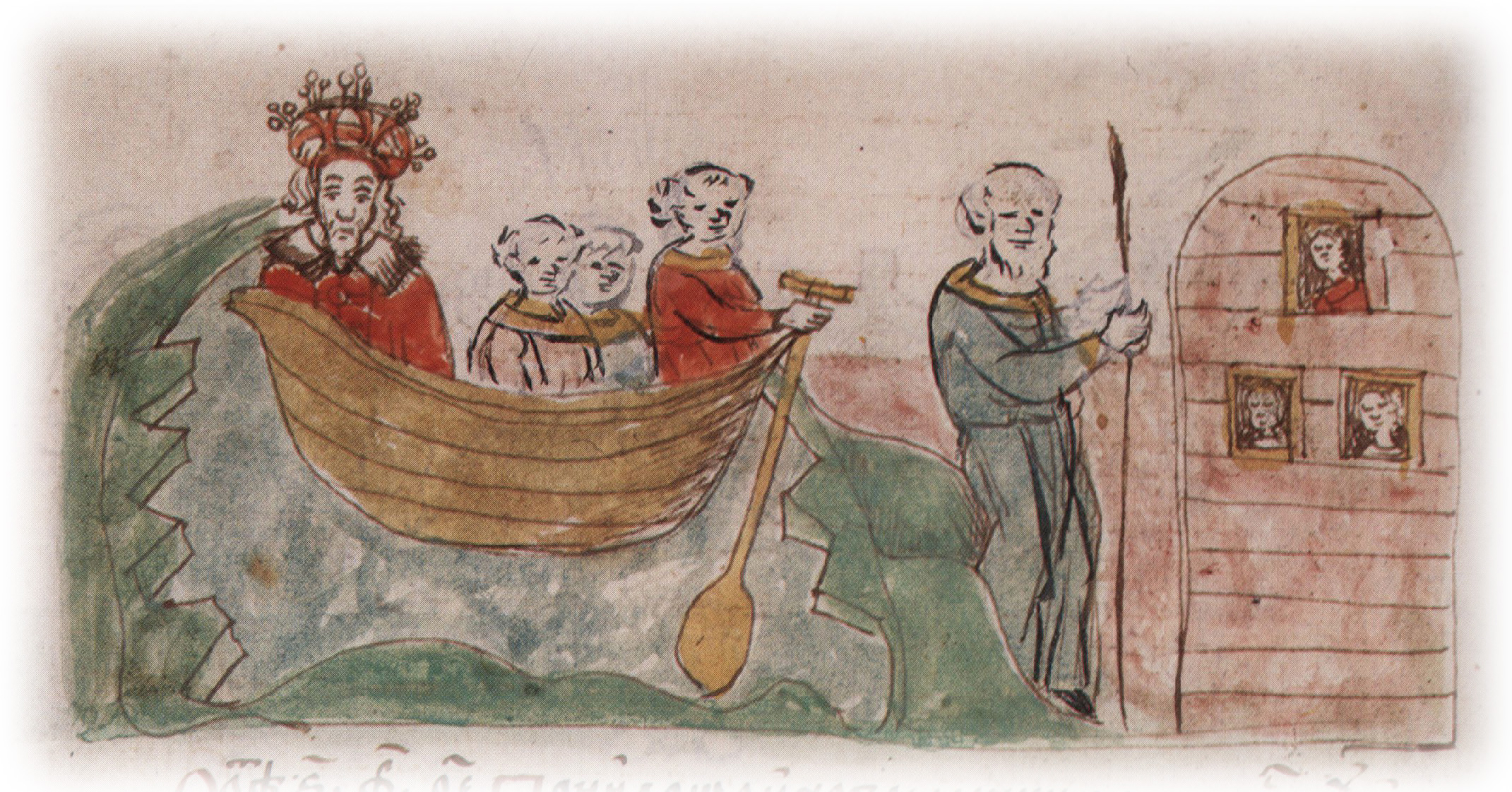
Vszeszláv és gyermekei átkelnek a Dnyeperen (Radziwill kódex, 13. sz.)

Vszeszláv egy évig volt fogságban. 1068-ban a nagyfejedelem nagy vereséget szenvedett a kunoktól és visszamenekült Kijevbe. A kijevi nép fegyvert és lovakat követelt tőle, hogy megvédhessék magukat a nomádoktól, amit Izjaszláv megtagadott. A nép erre fellázadt, Izjaszláv pedig Lengyelországba menekült. A felkelők kiszabadították Vszeszlávot és a nagyfejedelmi trónra ültették.
Hét hónappal később Izjaszláv lengyel sereggel visszatért, Vszeszláv pedig egy éjszaka családostul elhagyta Kijevet és a balti vótokhoz menekült. 1071-ben sikerült elűznie a Polockba ültetett Izjaszláv-fiút, Szvjatopolkot. Bár ezután a nagyfejedelem másik fiától, Jaropolktól vereséget szenvedett, mégis sikerült megmaradnia városában, nem utolsósorban azért, mert 1073-ban felbomlott a fivérek triumvirátusa és Izjaszlávot öccsei megbuktatták.
Az új nagyfejedelem Szvjatoszláv lett, aki azonban néhány évvel később, 1076-ban meghalt. Vszeszláv kihasználta a bizonytalan helyzetet és 1077 tavaszán ismét Novgorodra támadt. Válaszul ugyanazon év nyarán majd telén a csernyigoviak majd a kijeviek vezettek ellene hadjáratot. A 70-es, 80-as évek fordulóján Vszeszláv Szmolenszket támadta meg, mire Vszevolod nagyfejedelem fia két hadjárattal teljesen feldúlta a Polocki fejedelemséget.
Vszeszláv még életében szétosztotta birtokait nagyszámú fia között, így 1101-es halála után a Polocki fejedelemség 6-7 részfejedelemségre esett szét.

## Természetfölötti hírneve

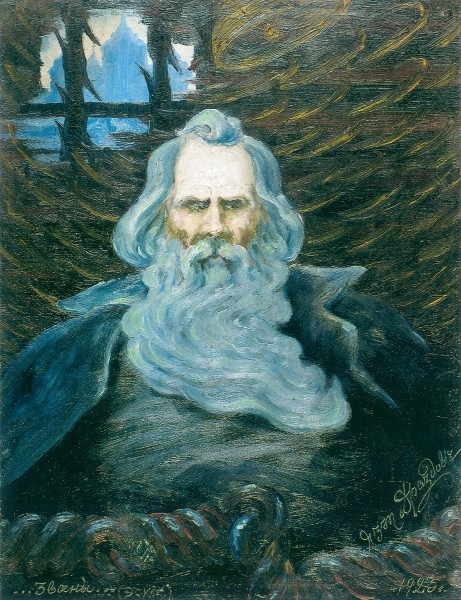
Polocki Vszeszláv. Jazep Drazdovics festménye, 1923

Vszeszlávot a kortársak és a későbbi hagyomány volhv-ként (pogány pap, látnok, varázsló) emlegették. A Nyesztor-krónika szerint anyja "boszorkánysággal" szülte és már születésekor látszott a fején levő anyajegyből a természetfölötti hatalma. Más adatok szerint ingben (burokban?) született, és a méhlepénye egy darabját később amulettként viselte magán.
Vszeszláv szerepel az Igor-énekben is, ahol azt írják róla hogy boszorkány és éjszaka farkas formájában kóborol. Leírják, hogyan foglalta el Novgorodot és utána a csatáját a három fivérrel, valamint hogy hamarabb került Kijevbe mint ahogyan szeretett volna. Kijevben pedig hallotta a polocki katedrális harangját.
A népi mondákban Volh Vszeszlavjevics (vagy Volga Szvjatoszlavics) bogatir alakja alapul a fejedelem személyén.  

## Családja
Vszeszláv feleségének neve nem ismert. A hagyomány szerint hét fia volt, de a kutatások szerint Borisz csak Rogvolod keresztségben kapott neve. Születésük sorrendje i bizonytalan. Fiai:
- David (kb 1050 - 1129 után), polocki fejedelem
- Gleb (†1119), minszki részfejedelem
- Borisz (Rogvolod)(1054 előtt-1128), polocki fejedelem
- Román (†1114) izjaszlavli részfejedelem
- Szvjatoszláv (†1129 után), vityebszki részfejedelem
- Rosztyiszláv (kb 1070 - 1130 után) lukomi részfejedelem

## Fordítás
- Ez a szócikk részben vagy egészben  a(z)   Всеслав Брячиславич című orosz Wikipédia-szócikk ezen változatának fordításán alapul.  Az eredeti cikk szerkesztőit annak laptörténete sorolja fel. Ez a jelzés csupán a megfogalmazás eredetét és a szerzői jogokat jelzi, nem szolgál a cikkben szereplő információk forrásmegjelöléseként.